# Bandiera del Leinster

La bandiera del Leinster

La bandiera del Leinster è il vessillo della provincia irlandese del Leinster ed è formata da un'arpa celtica dorata su sfondo verde, con corde argento. Lo stemma del Leinster si trova anche nella bandiera delle province dell'Irlanda e, in forma stilizzata, nel simbolo del Leinster Rugby. Spesso fu usata dai membri del nazionalismo irlandese e per rappresentare tutta l'isola.

## Origini
Probabilmente l'uso più antico dell'arpa su sfondo verde è rintracciabile nella bandiera di Owen Roe O'Neill. Owen Roe, nipote di Hugh O'Neill entrò nell'esercito spagnolo dopo la sconfitta di suo zio a Kinsale, nel 1601. Owen ottenne molto potere in seno all'esercito spagnolo e nel 1642 tornò in Irlanda per sostenere l'Irlanda confederata nella guerra scoppiata l'anno precedente. La nave su cui viaggiava aveva appunto un vessillo del tutto simile a quello attuale del Leinster. Visto che il quartier generale della confederazione era collocato a Kilkenny - la principale città del Leinster dell'epoca, se si esclude "The Pale" - si può capire che questa bandiera può avere avuto un'importanza non trascurabile per la provincia. Inoltre anche il vessillo della confederazione comprendeva un'arpa.